# Fischkrankheit

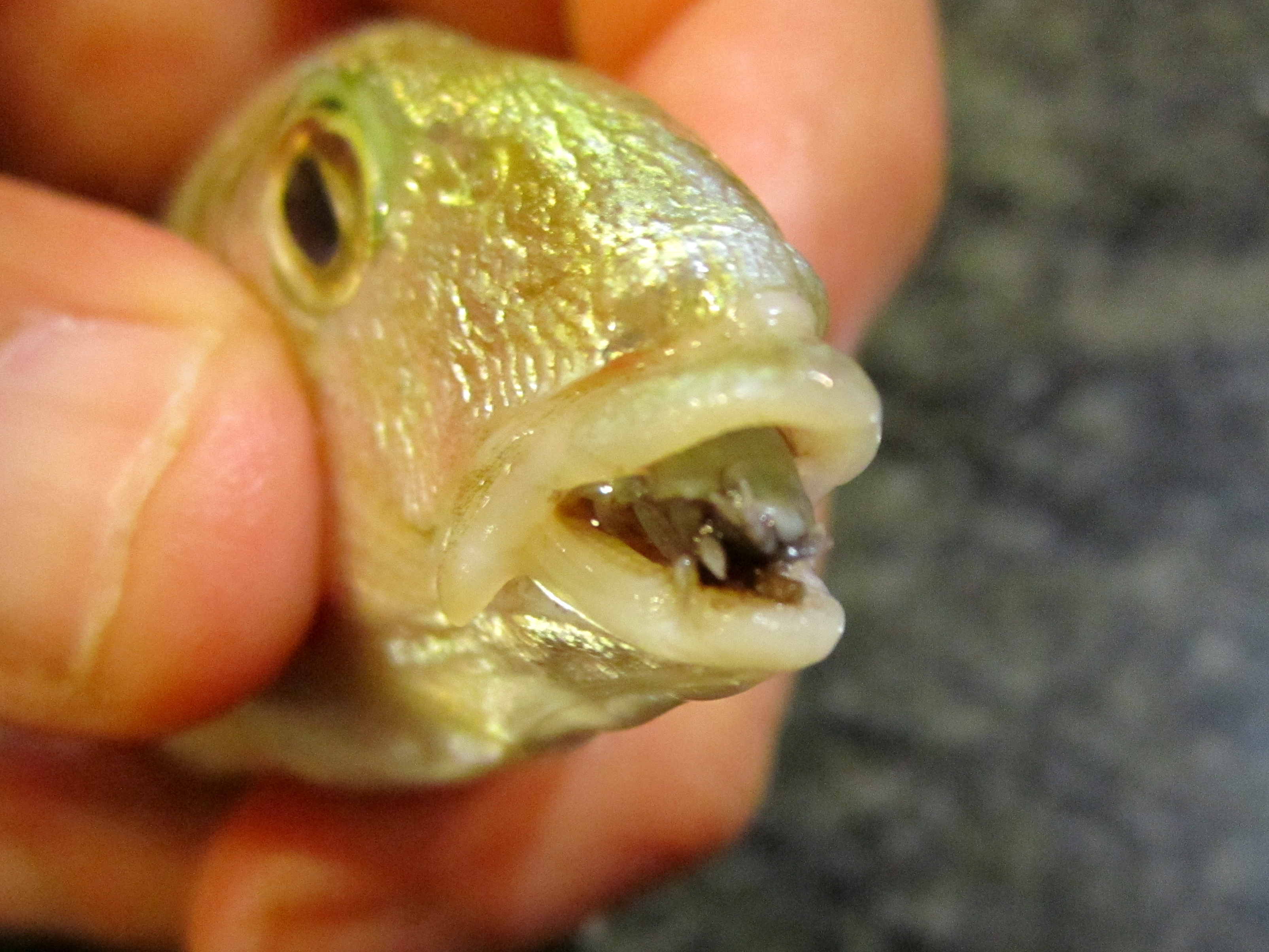
Ein Fischparasit, der Asseln Cymothoa exigua, ersetzt die Zunge eines Marmorbrasse.

Fischkrankheiten sind Gegenstand der Fischheilkunde und spielen eine Rolle in wildlebenden Fischpopulationen, in der Fischzucht, Aquakultur, Aquaristik und Fischereiwirtschaft. Die renommierteste Fachzeitschrift auf dem Gebiet der Fischkrankheiten ist das seit 1978 erscheinende Journal of Fish Diseases.
Am bedeutendsten sind dabei Infektionskrankheiten einschließlich der Parasitosen, wasserbedingte Schäden und solche durch Stressfaktoren in den Haltungsbedingungen. Auch Verletzungen, Erbkrankheiten, Missbildungen, und Tumoren kommen bei Fischen vor.
Manche Infektionskrankheiten können in der Fischzucht zu Massenverlusten führen. Sie werden dann als Fischseuchen bezeichnet und unterliegen gesetzlichen Maßnahmen nach dem Tiergesundheitsgesetz, speziellen gesetzlichen Verordnungen bzw. der EU-rechtlichen Bestimmungen. In Deutschland sind derzeit vier Fischkrankheiten als anzeigepflichtige Tierseuche eingestuft: Ansteckende Blutarmut der Lachse, infektiöse hämatopoetische Nekrose und virale hämorrhagische Septikämie der Forellen sowie die Koi-Herpesvirusinfektion der Karpfen. Die infektiöse Pankreasnekrose der Salmoniden (IPN) ist meldepflichtig.
Zwischen den Abwehrfähigkeiten, den Krankheitserregern und den Lebensbedingungen herrscht ein komplexer Wirkungszusammenhang, der letztlich über den Ausbruch von Infektionskrankheiten entscheidet. Unterschiedliche Faktoren können Stress auslösen. Dazu gehört alles, was Fische in Unruhe versetzt und ihren Lebensrhythmus stört, etwa dauerndes Hantieren im Wasser, aber auch dauernder Wechsel der Hell-Dunkel-Phasen. Als Stressfaktor gelten auch verschlechterte Wasserparameter, wie ein Mangel oder Überangebot an Sauerstoff, zu hoher Gehalt an Ammonium, Nitrit oder CO2, sowie ungünstige pH-Werte, falsche Wassertemperatur, fehlende Versteckmöglichkeiten, falsche Artenwahl oder zu starke Strömung.
Stress schwächt die Abwehrfähigkeit der Tiere. Dadurch können sie kein Immungleichgewicht mit den meist allgegenwärtigen Krankheitserregern aufrechterhalten. Erst dadurch wird aus einer Infektion eine ausbrechende „Krankheit“.

## Parasitäre Erkrankungen

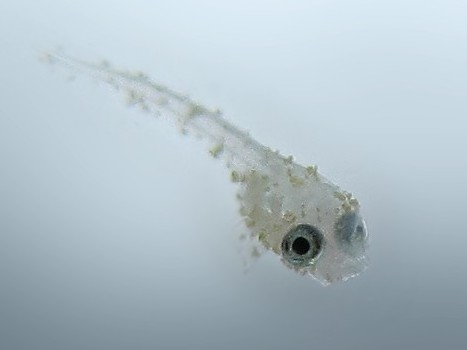
Von Piscinoodinium befallene 15 Tage alte Larve des Siamesischen Kampffisches (Betta splendens)

Prinzipiell gibt es – außer direkt nach einer medizinischen Behandlung – keine Fische ohne Parasiten. Sie besiedeln Haut, Kiemen, Rachen und innere Organe wie Darm, Leber, Nieren, Gehirn und in einigen Fällen auch die Körperhöhlen.
Parasitäre Erkrankungen entstehen, wenn sich diese Parasiten durch eine Schwächung der Fische („Schwächeparasit“) ausbreiten. Schwächeparasiten können sich dann durchsetzen, wenn die körpereigene Abwehr ihrer Wirte durch schlechte Hälterungsbedingungen geschwächt wird. Parasiten werden zwar als „Krankheit“ bezeichnet, sind es aber nicht im klassischen Sinne, sondern lösen Krankheiten durch ihre schmarotzende Lebensweise am Wirt aus.
Inwieweit der Parasit auf seinen Wirt Einfluss nimmt, wird je nach Fall maßgeblich vom Verhältnis Wirt/Parasit bestimmt, welches neben der krankheitsauslösenden Wirkung des Parasiten von der Abwehrlage (Resistenz und Immunität) des Wirtes (Fisch) bestimmt wird (Rommel et al. 2000).
Für die Teichwirtschaft ist diese Erkenntnis wichtig, da zum Beispiel Karpfenteiche oder Nutzfischteiche generell äußerst günstige Verhältnisse für die Verbreitung und Übertragung von Parasiten bieten. Dies ist zum einen durch den Besatz mit nur einer Fischart bedingt, die einer Monokultur gleichkommt, und zum anderen nimmt die Besatzdichte im Verlauf der Mast oder Zucht zu, so dass sowohl homoxene als auch heteroxene Parasiten von Wirt zu Wirt übertragen und die Entstehung von Epidemien begünstigt werden (Zander 1998).

### Weißpünktchenkrankheit
Die als „Weißpünktchenkrankheit“ oder „Grieskörnchenkrankheit“ bezeichnete Ichthyophthiriose geht auf das Wimpertierchen Ichthyophthirius multifiliis als Erreger zurück und kann vollkommen unerwartet auch bei guter Wasserqualität und abwechslungsreichem Futter im Süßwasseraquarium auftreten. Erste Anzeichen sind Bewegungsunlust und Nahrungsverweigerung. Nach wenigen Tagen zeigen sich die namengebenden weißen Pünktchen der herangewachsenen Parasiten in der Haut. In der Regel sind alle Fische eines Bestands betroffen. Die wirksamste Bekämpfung erfolgt mit Malachitgrün oder Methylenblau, die aber in der Speisefischproduktion nicht mehr zulässig sind. Alternative Behandlungsversuche mit Branntkalk, Oxiper (Natriumpercarbonat) oder Chlorkalk waren bisher wenig erfolgreich, die Mittel besitzen darüber hinaus ebenfalls keine arzneimittelrechtliche Zulassung und dürfen deshalb offiziell nur zur Behandlung des Wassers, nicht aber der (Speise-)Fische (jeglicher Altersstufe) verwendet werden.

### Hauttrüber
Als „Hauttrüber“ werden einige Arten der Wimpertierchen (Ciliophora, veraltet Ciliata) bezeichnet, die zu den einzelligen Ektoparasiten gehören. Sie befallen Haut und Kiemen des Wirtsfisches. Bekannte Vertreter der Hauttrüber sind Chilodonella spp. und Trichodina spp., welche Chilodonelliasis bzw. Trichodiniose hervorrufen können. Beide Parasiten sind Schwächungsparasiten, die in geringem Maße in jedem Aquarium und in jeder Fischzucht vorkommen. Die Krankheiten brechen erst aus, wenn sich die Lebensbedingungen für die Fischpopulation verschlechtern und sich die Lebensbedingungen für die Wimpertierchen verbessern. Auf Grund ihrer Vermehrung durch Zellteilung kann es dann zu einem exponentiellen Wachstum der Parasitenpopulation kommen. Solches Wachstum kann den ganzen Fischbestand gefährden, was in Fischzuchten zu signifikanten finanziellen Einbußen führen kann.
In der Aquaristik können die Krankheiten gut mit FMC oder Malachitgrün behandelt werden. In befallenen Speisefischzuchten wird eine konstante Zugabe von Formaldehyd zum Wasser empfohlen, wobei hierbei die gesetzlichen Grenzwerte eingehalten werden müssen.

### Drehkrankheit der Fische
Sie geht auf den endoparasitischen Wurm Myxobolus cerebralis zurück, dessen Larven (Metacerkarien) in das Gehirn und in das Gleichgewichtsorgan eindringen und kreiselnde Bewegungsstörungen auslösen. Der Parasit benötigt den Schlammröhrenwurm – Tubifex tubifex – als Zwischenwirt. Die Krankheit ist nicht behandelbar, nur vermeidbar durch eine Teichdesinfektion gegen Tubifex mit Branntkalk oder Kalkstickstoff (CaCN2).

### Beulen- oder Knotenkrankheit
Sie wird durch den parasitären Einzeller Myxobolus pfeifferi (Myxozoa) verursacht. Als Überträger gilt der Schlammröhrenwurm Tubifex tubifex. Betroffene Fischarten sind meistens die Barben und die Weißfischarten. Es bilden sich zuerst härtere Beulen innerhalb der Muskulatur, die allmählich weicher werden und dann nach außen geschwürartig aufbrechen. Der Parasit befällt die Muskulatur sowie den Darm seines Wirtes und bildet dort Zysten, in denen sich Tausende von neuen Sporen bilden. Platzen diese Zysten auf, so verteilen sich die Sporen im Wasser, um z. B. über die Kiemen anderer Fische wieder aufgenommen zu werden. Selbst verendete Fische können Myxobolus pfeifferi über diese Methode noch verbreiten. Es gibt derzeit keine Behandlungsmethode gegen Myxobolus pfeifferi. Myxobolus luciopercae befällt überwiegend Karpfenartige, Kaulbarsche, Zander und Hechte.

### Schwimmblasenentzündung bei Karpfenartigen
Sie wird durch den Parasiten Sphaerospora renicola (Dykova et Lom 1982) verursacht und befällt den Blutkreislauf seines Wirtes und löst eine Nierenerkrankung aus. Im Erststadium sammeln sich Plasmodien im Schwammgewebe des Herzmuskels und wandern während ihrer weiteren Entwicklung über die Blutbahn in die Schwimmblase. Dort erreichen sie eine Größe von bis zu 30 µm (Mikrometer) und sorgen für eine irreversible Schädigung des Gasaustausches zwischen Blutgefäßen und Schwimmblasenlumen. Erste Anzeichen sind eine Verdickung sowie eine deutlich gelbliche bis braune Trübung der Schwimmblasenwand im hinteren Bereich der Verbindungsstelle von vorderer und hinterer Kammer. Gleichzeitig kommt es im späteren Verlauf zu Entzündungen und Nekrosen der Augen mit anschließender Erblindung des Fisches.

### Cyprinidenkrankheiten durch Flagellaten
Mastigophora (Flagellaten) Cryptobia, Trypanoplasma und Trypanosoma spp.
Im Blutkreislauf der Fische lebende Parasiten sind unter anderem Flagellaten der Gattungen Cryptobia (vor allem Cryptobia branchiales) und Trypanoplasma. Bei Karpfenartigen wird in Europa meist Trypanoplasma borreli Laveran et Mesnil, 1902 (Syn. Trypanoplasma cyprini Plehn, 1913 und Trypanoplasma carassii Kashovski, 1974) angetroffen. Im Unterschied zu den Trypanosomen (z. B. Trypanosoma danilewskyi Laveran et Mesnil, 1904, Trypanosoma carassii Mitrophanow, 1883) besitzen die Trypanoplasmen zwei Geißeln. Erkrankungen durch Trypanosomen verlaufen in den meisten Fällen symptomfrei, lediglich bei stärkerem Befall kann es zu Nierenschäden, Aszites (Bauchwassersucht) und Exophthalmus (Glotzaugen) kommen. Die Pathogenität zahlreicher Trypanoplasmen hängt stark von der befallenen Wirtsspezies ab, wobei selbst zwischen eng verwandten Cyprinidenarten deutliche Unterschiede in der Ausprägung der Symptome beobachtet werden (Schäperclaus 1990b).
Die Hexamitiasis (Lochkrankheit) wird durch Hexamita salmonis verursacht, die Spironucleus-Krankheit durch Spironucleus elegans.

## Mykosen
Durch Pilze ausgelöste Erkrankungen werden Mykosen genannt. Bei Fischen kommen unter anderem vor:
- Wasserschimmelpilz Saprolegnia
- Algenpilz Ichthyosporidium hoferi, Erreger der Ichthyophoniasis

## Bakterielle Erkrankungen
Bakterielle Infektionen sind zurückzuführen auf mangelnde Hygiene sowie organische Belastungen und Überbesatz.
In Heimatbiotopen der Fische kommt es nur in wenigen Fällen zu einer Infektion durch Bakterien, aufgrund des vorherrschenden Milieus und des nicht vorhandenen Massenauftretens der Fischpopulation auf kleinstem Raum.
Die in der Fischzucht bedeutendsten bakteriellen Erkrankungen sind die
- Furunkulose durch Aeromonas salmonicida ssp.salmonicida der Forellen bzw. die
- Carp Erythrodermatitis (CE) der Karpfen, verursacht durch eine andere Subspezies von Aeromonas salmonicida.

Sie wurde früher als „Geschwürform der infektiösen Bauchwassersucht“ der Karpfen bezeichnet und galt als eine Ausprägung der Bauchwassersucht, in die auch die heutige Frühlingsvirämie (SVC = Spring Viremia of Carp) mit einbezogen war, die vom Rhabdovirus carpio verursacht wird.
- Rotmaulseuche der Salmoniden, verursacht durch Yersinia ruckeri
- Kaltwasserkrankheit der Salmoniden, verursacht durch Flavobacterium psychrophilum und Flavobacterium branchiophilum
- Fischtuberkulose, verursacht durch Mykobakterium marinium
- Bakterielle Flossenfäule, ausgelöst durch Aeromonas-, Pseudomonas- und Vibrio-Bakterien
- Columnariskrankheit, verursacht durch Flavobacterium psychrophilum, Syn. Flexibacter columnaris

### Maul- oder Flossenfäule
Die Weißmaulkrankheit wird auch als Maulschimmel oder Maulfäule bezeichnet. Im englischsprachigen Raum spricht man von der Baumwollkrankheit (Cotton-Wool Disease). Eine weitere Bezeichnung ist Sattelrückenkrankheit (Saddleback Disease). Die Krankheit ist verbreitet in der Forellenzucht. In der Aquaristik bevorzugt befallen werden lebendgebärende Fische. Es handelt sich um eine bakterielle Krankheit, die durch das Bakterium Flavobacterium psychrophilum ausgelöst wird. Die frühere Bezeichnung war Flexibacter columnaris, woraus sich der Name der Krankheit, Columnaris, ableitet. Wie die deutsche Krankheitsbezeichnung aussagt, bilden sich bevorzugt im Maulbereich und an den Schuppenrändern sowie den Flossen weiße Stellen, die wie Schimmel aussehen. Häufig breitet sich der Befall vom Maul oder den Flossen über den ganzen Körper aus, bis die Haut von zahlreichen weißgrauen Geschwüren befallen ist. Bei starkem Befall werden die Fischlippen komplett zerstört, die Flossen zersetzen sich, bis nur noch die Flossenstrahlen vorhanden sind.
Unterschieden wird bei Columnarisbefall zwischen einer akuten und einer chronischen Form. Bei der chronischen Form ist der Krankheitsverlauf langsam, die weißen Stellen werden langsam größer, bevor die befallenen Fische unbehandelt nach längerer Zeit sterben. Bei der akuten Form breiten sich die weißen Stellen sehr schnell aus und die Fische sterben innerhalb kürzester Zeit.

## Viruskrankheiten
Bei den Nutzfischen gibt es verschiedene Formen, die wirtsspezifisch sind;

### Forellen
- Virale hämorrhagische Septikämie (VHS) und
- Infektiöse hämatopoetische Nekrose (IHN), nach der Fischseuchenverordnung meldepflichtige Seuche, von Rhabdoviren verursacht.
- Infektiöse Pankreasnekrose (IPN), eine Krankheit der Jungfische

### Karpfen
- Frühlingsvirämie der Karpfen (SVC oder Spring viremia of Carp, früher als Bauchwassersucht bekannt), verursacht durch Rhabdovirus carpio, und
- Koi-Herpesvirusinfektion (KHV), neuerdings auch bei normalen Karpfen bedeutsam und rechtlich als anzeigepflichtige Fischseuche geführt.

### Aale
- Aal-Herpes

## Physikalisch-chemisch bedingte Schädigungen
Stoffwechselstörungen durch ungünstige Parameterkombinationen im Wasser:
- Kiemennekrose (KN) der Karpfen, eine Zerstörung der Kiemen durch eine Ammoniak-Selbstvergiftung in Teichwasser mit hohem pH-Wert (etwa ab pH 9,0).
- Analog dazu eine Kiemenschwellung der Forellen, die vor allem bei einer Kombination von knappem Sauerstoff mit wenig CO2 auftritt und im Anfangsstadium durch viel CO2 und/oder viel Sauerstoff verschwindet, sich aber ohne diese Maßnahmen, sich positiv rückkoppelnd, bis hin zu dauerhaften Nekrosen aufschaukelt. Physiologisch handelt es sich dabei um eine Alkalose, also um eine pH-Übersteigerung des Blutes, speziell im Kiemenbereich.
- Als Gegenstück dazu eine Azidose (Blutübersäuerung), die bei dauerhaft zu hohem CO2 und/oder zu hohem Sauerstoff auftritt. Die Krankheit konkretisiert sich als Nephrokalzinose (Nierenverkalkung).

Folgen einer Übersättigung des Wassers mit gelösten Gasen:
- Gasblasenkrankheit, eine vor allem durch die technische Wasserbehandlung (Pumpen, verrohrte Wasserführung, Belüftung) in Forellenzuchten ausgesprochen allgegenwärtige und oft verlustreiche „Technopathie“.

Zu den physikalisch-chemisch bedingten Schädigungen gehören auch der Sonnenbrand, die Dotterkoagulation, Dotterblasenwassersucht sowie durch pH-Exzesse verursachte Verätzungen sowie alle Arten von Vergiftungen.

## Pilzerkrankungen

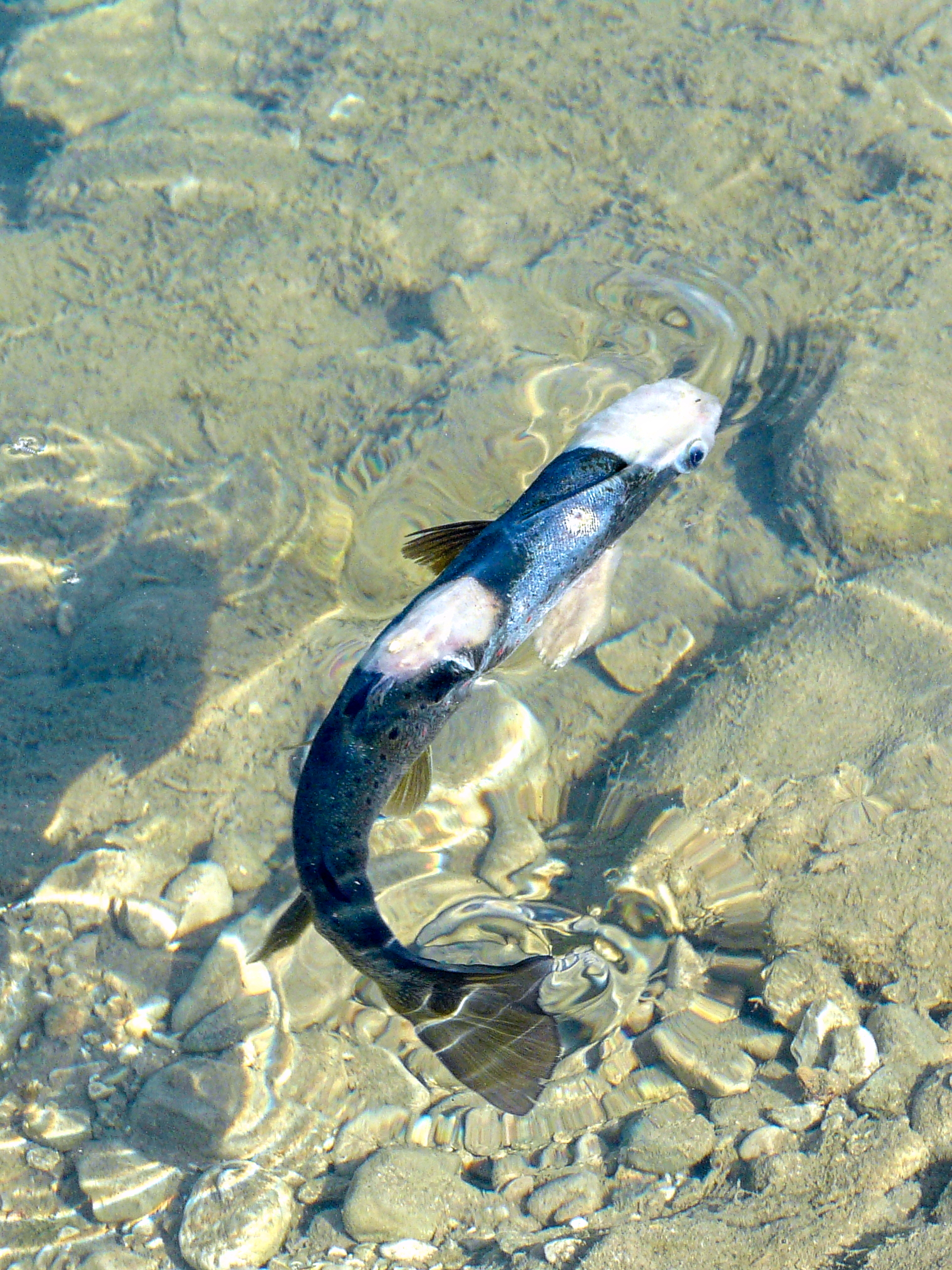
Forelle mit Pilzerkrankung

Die durch Pilze verursachten Erkrankungen nennt man Mykosen.
Mykosen treten immer als Sekundärinfektionen auf. Die Pilze befallen also das zuvor durch Verletzungen oder andere Krankheiten geschädigte Hautgewebe. Sehr häufig treten flächige Verpilzungen nach einer Gasblasenkrankheit auf, von der die Schuppentaschen der Fische betroffen waren. Pilzerkrankungen sind nur dann möglich, wenn die Schleimhaut als „Schutzmantel“ des Fisches beschädigt ist und somit eine Angriffsfläche für Pilze bietet. Die am meisten verbreitete Pilzgattung bei Fischen ist Saprolegnia, die zu den Wasserschimmelpilzen gehört. Deutliches Merkmal sind im fortgesetzten Stadium wattebauschartige Wucherungen auf der Haut. Eine Nichtbehandlung führt zum Tode der Tiere. Pilzerkrankungen sind nicht kontagiös. Vielmehr nutzen die ubiquitären Pilze eine Schwächung der Abwehr des Fisches zur Besiedlung des Fischkörpers.
Pilztötende frei verkäufliche Medikamente enthalten meist Kupfersulfat oder Kupferchlorid als wirksame Bestandteile. Diese Stoffe sind für Wirbellose wie Schnecken, Krebse oder Garnelen, selbst in geringen Dosen, tödlich, ebenso für Welse und Welsähnliche. Andere Arten vertragen mehr. Jodfreie Salztherapien sind in ihrer Wirkung bedeutend moderater und für Fische wesentlich besser verträglich, sofern es sich „nur“ um eine Pilzerkrankung handelt. In der Aquaristik ist Malachitgrün erfolgreich, das zur Anwendung an Speisefischen verboten ist.

## Ernährungsschäden
Ernährungsschäden wie Wirbelsäulenverkrümmungen, eingefallene Bäuche, blasse Farben, Apathie und Anfälligkeit für Krankheiten sind die häufigsten Resultate, die aus falscher Ernährung resultieren. Nicht alle Fische sind Omnivor (Allesfresser), Herbivor (Pflanzenfresser), oder Carnivor (Fleischfresser), sondern je nach Art, durchaus sehr spezialisiert in ihrer Ernährung. Wird auf die speziellen Belange der Ernährung nicht die notwendige Rücksicht genommen, kommt es auf lange Sicht zu Mangelerscheinungen, die dann den Fisch schwächen und so empfänglich für weitere Erkrankungen machen.
Eine Nahrungsverweigerung (Anorexie) bei Fischen ist nicht krankheitsbedingt. Anorexie steht immer in direkten Zusammenhang zu den Lebensbedingungen. Eine Verschlechterung der allgemeinen Wasserparameter (Sauerstoff, Ammonium/Ammoniak, Nitrit, pH) ist häufigste Ursache.
Ernährungsfehler sind Ursache für folgende Erscheinungen:
- Kachexie (Abmagerung)
- Laichdegeneration und -verhalten
- Lipoide Leberdegeneration: Entsteht durch einseitiges oder Überfüttern minderwertigen Futters, welches dann zu einer Leberschädigung führt. Häufigste und oft unerkannte Ursache für Fischsterben im aquaristischen Bereich.
- Magen-Darmentzündung
- Mangelerkrankung (Fehlen von Eiweiß oder Vitaminen)
- Nephrocalcinose: Es handelt sich um eine Kalziumablagerung im Nierengewebe. Entsteht entweder durch eine bereits geschädigte Niere, oder durch einen gestörten Kalziumstoffwechsel. Daraus entwickelt sich oft ein Nierenversagen beim Fisch.
- Steatosis (Verfettung)

## Erbschäden
Speziell bei Zuchtformen (Goldfische, Schleierschwänze, Guppys usw.) treten häufig Erbschäden auf. Verpaarungen von Geschwistern oder Elterntieren mit den Nachkommen führt zwangsläufig zu Erbschäden. Dies lässt sich nur vermeiden, wenn Elterntiere aus verschiedenen Zuchtlinien verwendet werden. Erblich bedingte Schäden können auch bei optimalen Haltungsbedingungen nicht mehr korrigiert werden und vererben sich auf die nächste Generation weiter.

## Vorbeugung
Grundsätzlich ist auf ein, je nach Art, entsprechendes Wassermilieu zu achten. Das Beachten der Wasserhygiene ist immer noch der wichtigste Faktor zum Schutz vor einem Ausbrechen diverser Fischkrankheiten. Vor einem Einbringen in Altbestände ist eine Quarantäne angeraten. Unter Quarantänebedingungen sind mögliche Infektionen besser zu behandeln und der Fisch genauer zu beobachten. Bei Nutzfischhaltung ist eine Quarantäne unabdingbar, da bei einem Ausbruch einer Krankheit auch gesetzliche Grundlagen wie das Tiergesundheitsgesetz eine Rolle spielen.
Bei einer Auswahl an neuen Zierfischen für das heimische Aquarium sollte man die Tiere beim Händler einige Zeit beobachten. Die Fische sollen sich agil bewegen und keine Anzeichen von Trägheit oder Apathie zeigen sowie gut ans Futter gehen. Auch sollte die Färbung kräftig erscheinen und natürlich keine der oben genannten Symptome erkennbar sein. Verantwortungsvolle Händler verfügen ebenso über eine Quarantäneanlage, in der kranke Fische gesondert behandelt werden.
Bei manchen Erkrankungen, etwa der Weißpünktchenkrankheit, ist es ratsam, die Tiere im angestammten Becken zu belassen und dieses mit spezieller Medizin zu behandeln. Es empfiehlt sich außerdem, die Wassertemperatur für einige Tage um mehrere Grad zu erhöhen und für gute Durchlüftung zu sorgen, da dies den Lebenszyklus des Parasiten verkürzt und die Wirkung des Heilmittels fördert.
Die wichtigste Maßnahme der Vorbeugung in der Aquaristik ist jedoch die strikte Einhaltung allerbester Haltungsbedingungen. Dazu zählen die Beobachtung und Regulierung der Wasserwerte, Temperatur u. Ä. oder auch das korrekte Füttern, den Bedürfnissen entsprechend. Gerade hier werden Fehler gemacht, dass z. B. ungeeignetes oder auch zu viel Futter gereicht wird. Dies kann schon Fische so schwächen, dass sie erkranken, oder auch direkt zu Magen-Darmproblemen wie Verstopfungen führen, z. B. sind Aufwuchsfresser wie Tropheus, Petrochromis oder andere Tropheini dadurch sehr gefährdet.
Der Überbesatz kann zu hoher Keimdichte führen, aber auch zu schlechten Wasserwerten; eine unangepasste Filtertechnik ebenso. Deshalb sollte hier, wie auch auf entsprechenden Wasserwechsel, geachtet werden.
Eine hervorragende Wasseraufbereitung ist Garant für wenig anfällige Fische. Unterstützen kann man dies mit Oxydatoren und vor allem auch UV-C-Lampen. Die Keimdichte wird gering gehalten. Dass die Fische davon „verhätschelt“ werden, ist ein Märchen. Zur Konditionierung bleiben genug Keime übrig. Die Fische bleiben vital und wenig anfällig gegenüber Krankheiten.

## Mögliche Gefahren für den Menschen
Da man innerhalb der Fischpflege natürlich immer wieder mit Wasser in Berührung kommen kann, ist eine Übertragung verschiedener Erreger auf den Menschen durchaus möglich, jedoch meist unwahrscheinlich. Krankheiten, die von Tieren auf den Menschen übertragen werden können, nennt man Zoonosen. Mit Ausnahme einer einzigen Wurmerkrankung ist z. B. noch die Fischtuberkulose auf den Menschen übertragbar. Diese Infektionen verursachen beim Menschen das sogenannte Schwimmbad- oder Aquariengranulom.